# Spilosoma lacteata
Spilosoma lacteata là một loài bướm đêm thuộc phân họ Arctiinae, họ Erebidae.